# 浙江省杭州高级中学
浙江省杭州高级中学（简称杭高）是浙江省一级重点中学，第一批浙江省一级普通高中特色示范学校，2014年入选首批浙江省一级普通高中特色示范学校。

## 歷史
校园為浙江省贡院旧址，起源于养正书塾与浙江两级师范，经杭州府中、省立一中与省立一师、省立高中、省立杭高、杭州一中之改制嬗变，从浙江最早的公立中学到浙江新文化运动中心，是享誉全国的“江南四大名中”之一。杭高是江浙地区历史最悠久的中学之一，有着辉煌的办学历史，旨在为培养能够领导社会发展的精英人才。
教育家林启在1899年所创办的“养正书塾”被稱为杭高的前身。养正书塾原址为明清两代时期的杭州府贡院。而后，杭高几度更名，历经“浙江两级师范”、“杭州府中学”、“浙江省省立第一中学”、“浙江省省立第一师范学校”、“浙江省省立高級中学”、“浙江省省立杭州高级中学”、“杭州第一中学”。初中部分于1955年正式定名为浙江省杭州市第四中学，高中部分则成为了杭州高级中学。在新文化运动中，與北京大学相呼应，被称为浙江省新文化运动的中心，走出了徐志摩、郁达夫、厉麟似、丰子恺、冯雪峰、金庸、张抗抗等文化名流，鲁迅、李叔同、夏丏尊、朱自清、刘大白、陈望道、叶圣陶等都曾在杭高任教。杭高至今走出中外院士51位，被誉为“院士的摇篮”。中共中央总书记江泽民为学校百年校庆题词“重视基础教育，提高国民素质”。杭高拥有校园网络，普通教室物理、化学、生物实验室设施齐全，均配备有多媒体教学平台。教师每人配备电脑。设有天文台。
杭高分为贡院校区和钱江校区两个校区。杭州高级中学贡院校区地址是浙江省杭州市拱墅区凤起路238号。钱江新城校区地址是浙江省杭州市上城区之江东路1958号，自2015年9月起投入使用。2020年，杭州高级中学钱塘学校开始招第一批新生。

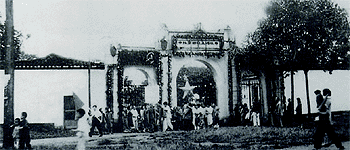
欢庆杭州解放时的杭高校门
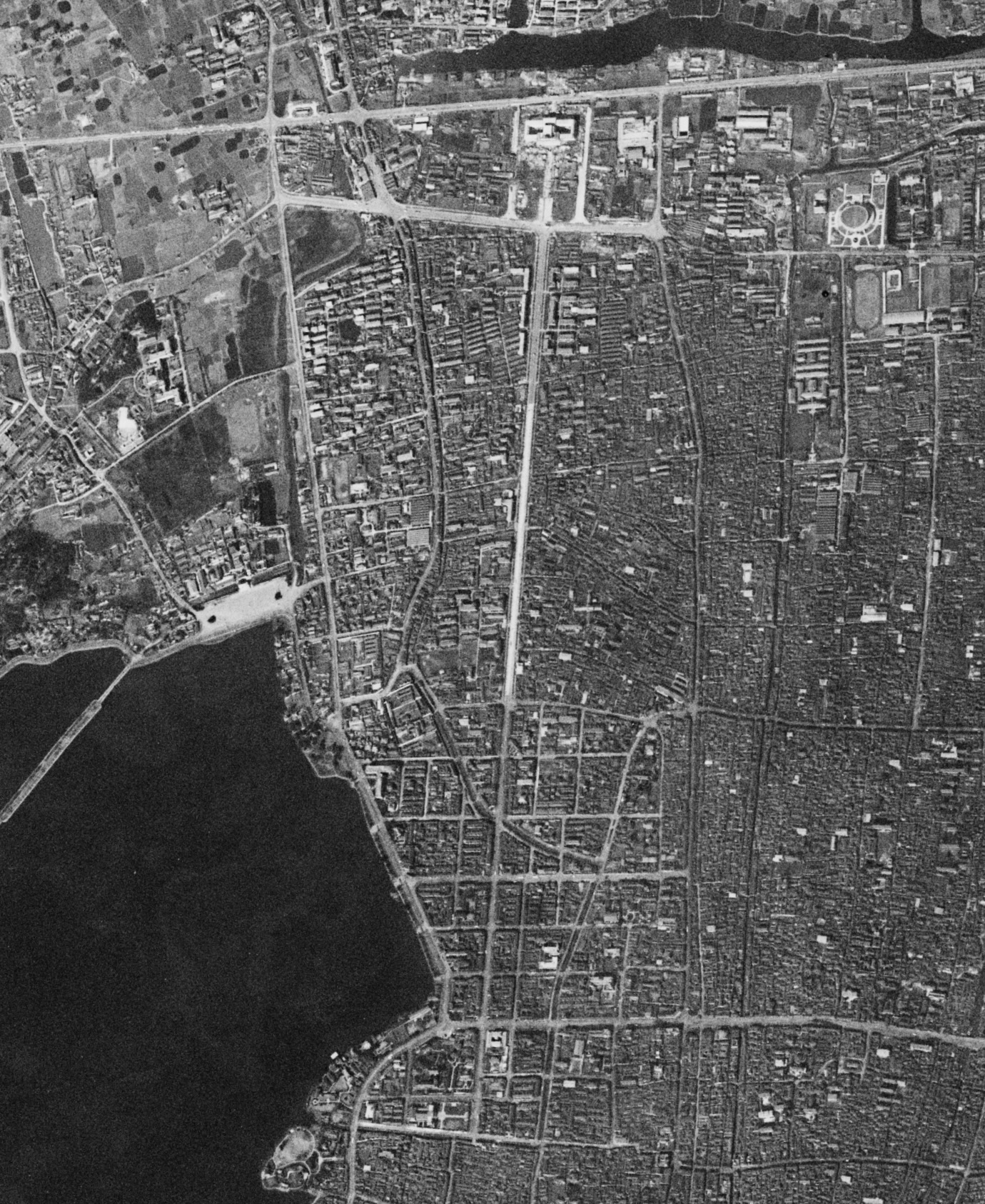
省体育场南侧的杭高及周边卫星图（1969年）
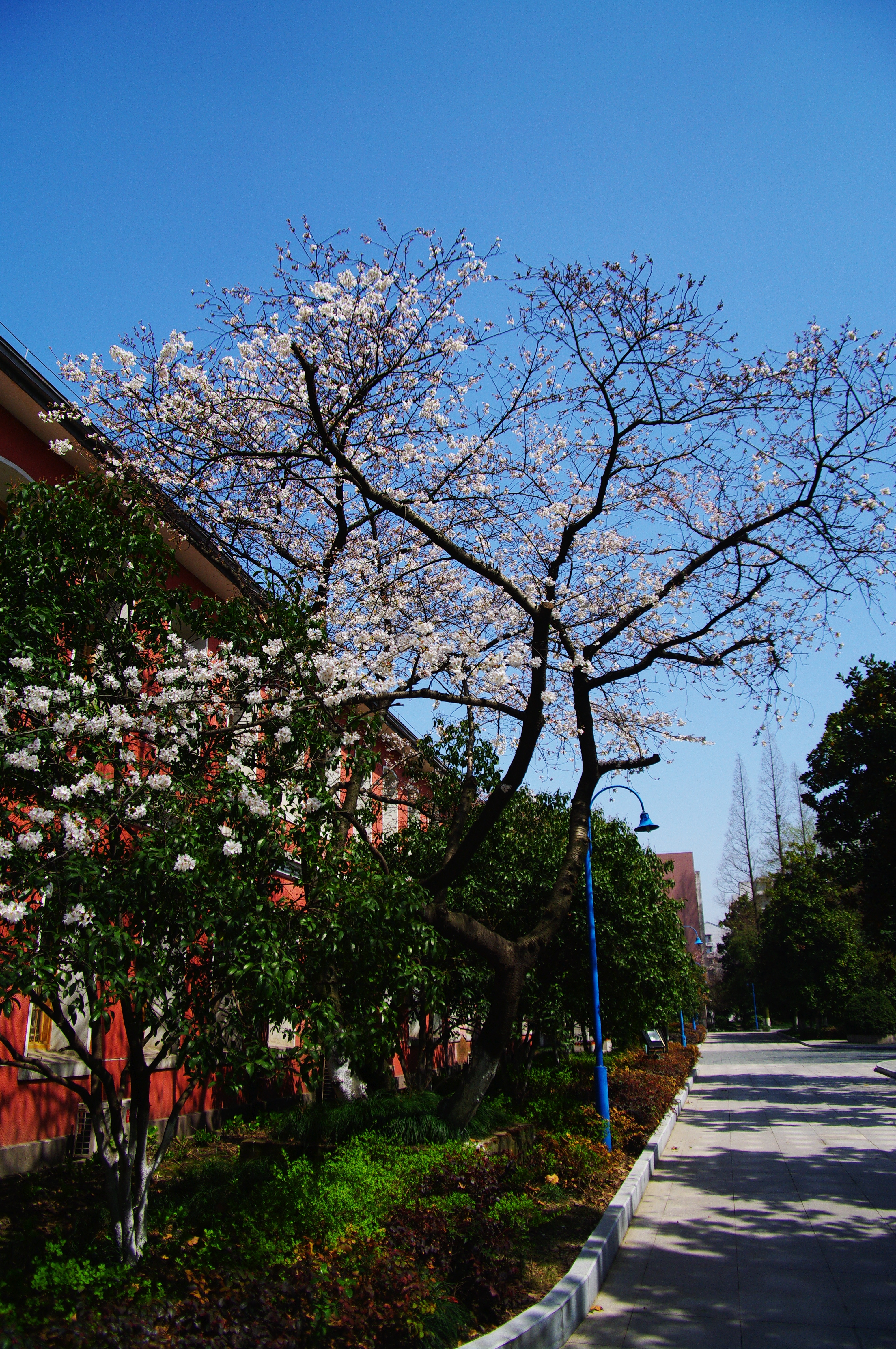
杭州高级中学一景
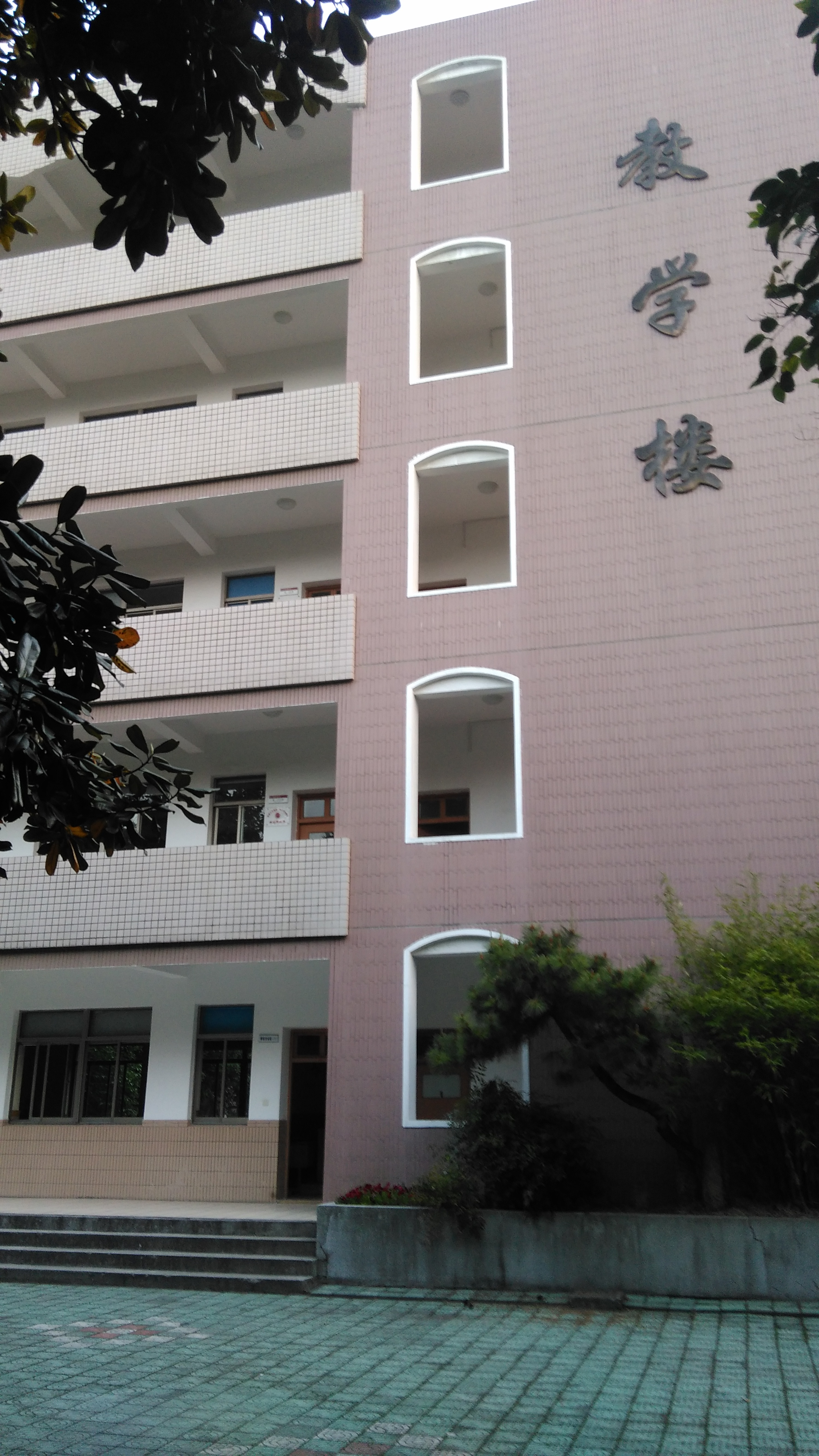
杭州高级中学二进教学楼
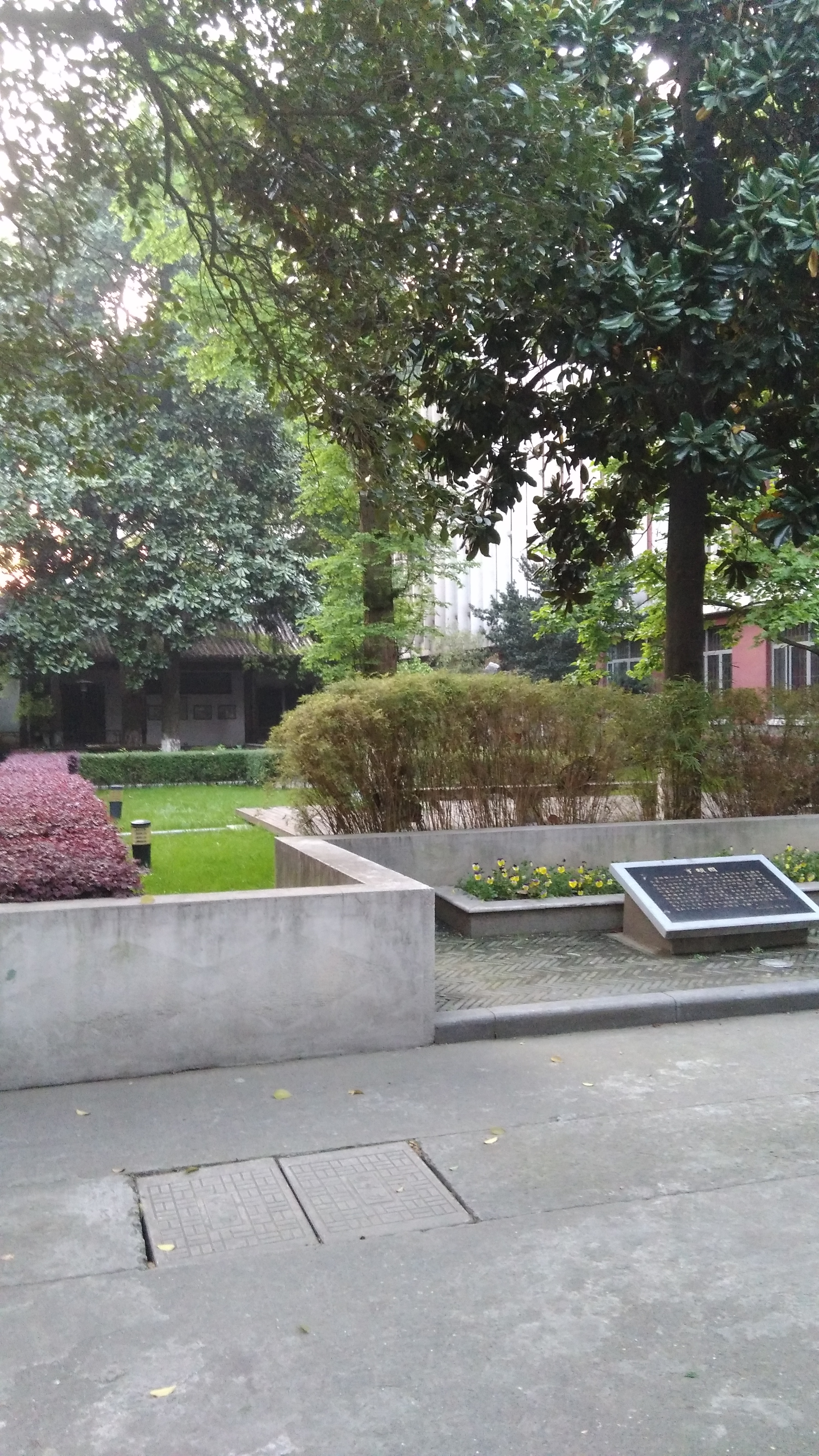
杭州高级中学亨颐园
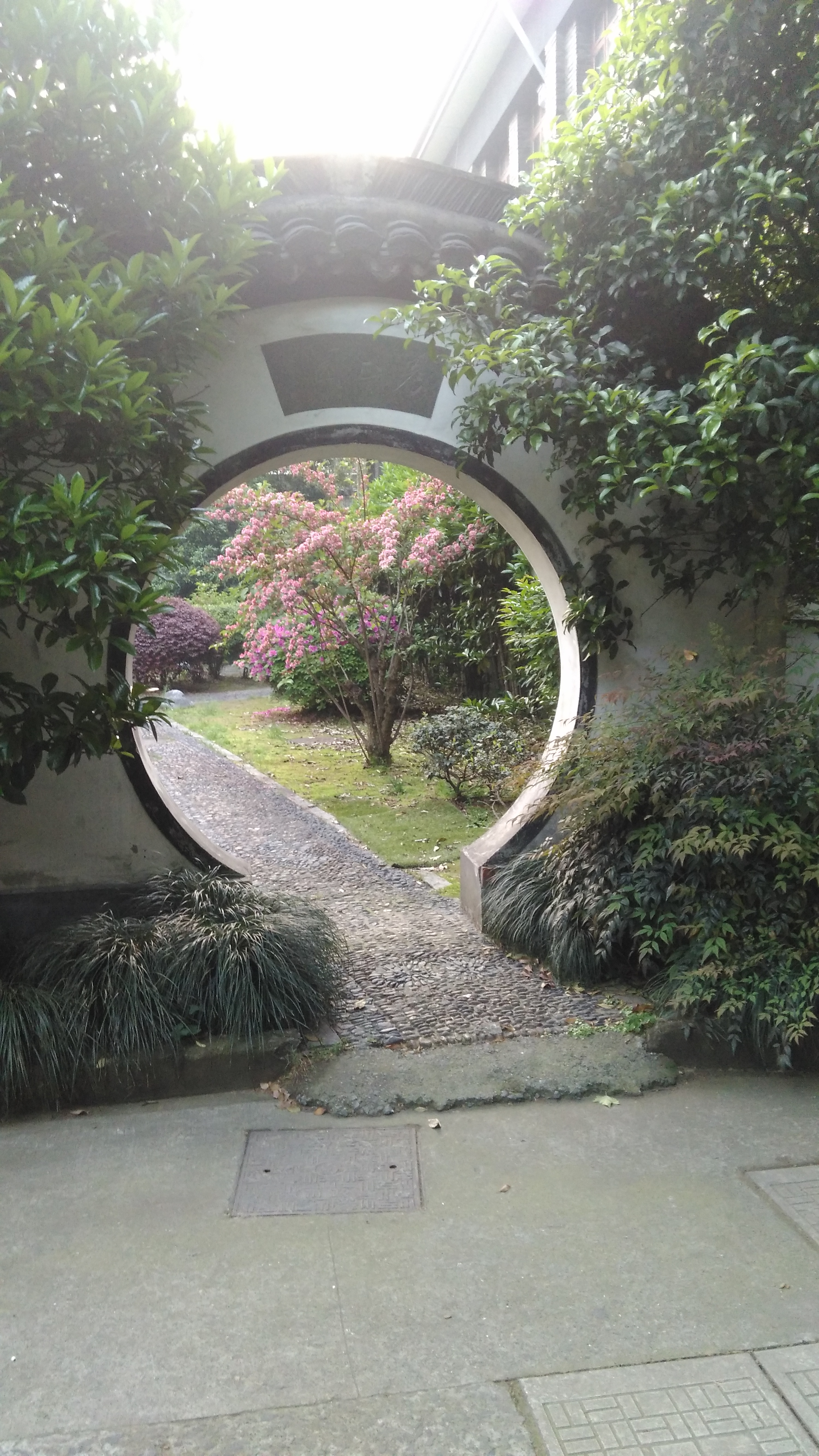
杭州高级中学养正园

## 学校概况

### 校风
科学、民主、求真、创新

### 学风
勤奋、求实、开拓

### 历任校长
- 林启
- 经亨颐
- 金亮
- 崔东伯
- 齐栋
- 葛锦发
- 缪水娟
- 尚可
- 蔡小雄
- 唐新红

### 校歌
杭高校歌为原先《浙江省立第一师范学校校歌》，创作于1914年，作词：夏丏尊、谱曲：李叔同。
杭高于120年校庆正式发布校歌《杭州高级中学校歌》据了解，这首校歌第一段是省立杭高时期校歌，第二段则是融合了新旧省立一中、省立两级师范、省立一师等时期的校歌。除了标注出来的词曲作者，夏丏尊、李叔同等校友先贤也对校歌有贡献。

## 特色教育
杭高社团活动较为丰富，比较著名的社团有杭高天文社、鲁迅文学社等。

### 杭高天文台
杭高的杭高天文台在全国有较高的知名度。前身为建立于2001年的杭州高级中学天文小组，是浙江省天文教学示范天文台。杭高天文台曾组织社员参加日全食远征，至甘肃肃北蒙古族自治县马鬃山镇公婆泉观测2008年8月1日日食，也参与观测了2004年6月8日金星凌日、2009年7月22日日食、2011年12月10日月食、2012年6月6日金星凌日，以及历年的英仙座流星雨等天象，同时在历年全国天文奥林匹克竞赛中均取得显著成绩，是中国大陆地区影响较大的中学生天文活动组织。杭高校庆110周年之际，为了表彰杭高在天文科普方面所做的贡献，由中国科学院国家天文台申请，国际小行星中心于2009年4月9日将第48700号小行星永久命名为“杭高星”。“杭高星”纪念雕塑随后立于杭高校园内。

## 著名校友
杭高的著名校友极多，许多校友在学术，政治，商业等领域起着领导整个领域发展的作用。到目前为止，共有51位中外院士出自杭高，在中国中学界排名第二，仅次于南开中学，被誉为“院士的摇篮”。

### 科技界
- 马叙伦：中国科学院院士，原中国民主同盟中央副主席、中国民主促进会中央主席、教育部长、全国政协副主席
- 陈达：中国社会学家、人口学家，中央研究院院士，现代中国人口学的开拓者之一
- 姜立夫：数学家，中央研究院院士，南开大学数学系的创始人
- 陈建功：数学家，中国科学院院士，原九三学社中央委员、原杭州大学副校长
- 沈志远：经济学家，中国科学院院士
- 程裕淇：地质学家、变质岩石学家、矿床学家，中国科学院院士，中国科学院地学部原常委、副主任
- 李正武：核物理学家，中国磁约束核聚变奠基人之一，中国科学院院士
- 王伏雄：植物胚胎学家、植物孢粉学家，中国孢粉学的奠基人之一，中国科学院院士
- 吴祖垲：真空电子技术专家，中国工程院院士，中国日光灯、电子束管产业的开拓者
- 邹元燨：冶金学家、半导体材料专家，中国冶金物理化学活度理论研究的先驱，中国科学院院士
- 周明镇：古脊椎动物学家，中国恐龙研究之父，中国科学院院士
- 吴自良：材料学家，“两弹一星”功勋奖章获得者，中国科学院院士
- 胡鸿烈：国际法专家，英国格莱摩根大学荣誉院士，第八、九届全国政协常委，感动中国2007年度人物
- 钮经义：生物化学家，中国科学院院士，历任中国科学院上海生物化学研究所研究员、中科院生物学部委员，是中国人工合成牛胰岛素的主要成员，在半合成和全合成中作出了重要贡献，并因此获得1979年诺贝尔化学奖提名，成为中国提名诺贝尔奖的第一人。
- 全泰勋：英国皇家亚洲学院院士
- 陈志华：清华大学建筑学院教授，俄罗斯古建筑科学院外籍院士
- 韩济生：神经生理学家，中国科学院院士，中国疼痛医学的开创者
- 韩祯祥：电工、电力系统及自动化专家，中国科学院院士，原浙江大学校长
- 徐匡迪：钢铁冶金专家，中国工程院院士，中国工程院原院长、上海市原市长、原中共中央委员、原全国政协副主席
- 蒋筑英：光学专家，100位新中国成立以来感动中国人物之一
- 丁舒姗：世界上第二位、中国第一位发现近地小行星的女天文爱好者

### 政界
- 俞秀松：中国共产党早期杰出的革命活动家，杭州五四运动的领导人
- 戴笠：中华民国特工头领
- 厉麟似：民国著名外交家、教育家，蒋介石外交顾问、中欧教育文化交流先驱
- 施存统：原劳动部副部长、民主建国会副主任委员、全国政协常委、全国人大常委
- 汪寿华：五卅运动的主要领导人之一，原上海总工会委员长
- 梁柏台：中华苏维埃共和国第二届中央执行委员，原司法部部长、内务部副部长
- 徐光春：原中央宣传部副部长、中共第十六届、十七届中央委员、中共河南省委书记
- 卢展工：原中共河南省委书记，现任中共十八届中央委员、十二届全国政协副主席

### 文学艺术界
- 徐志摩：诗人、散文家
- 郁达夫：小说家、散文家、诗人、民主人士

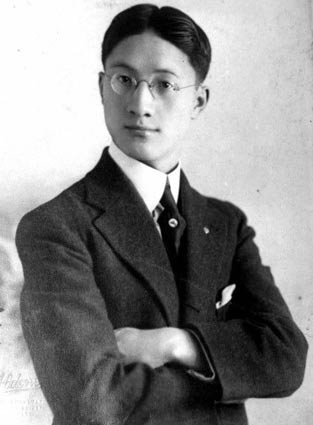
徐志摩

- 金庸：作家、新闻学家、企业家、政治评论家、社会活动家，中国作协第七届全国委员会名誉副主席
- 丰子恺：画家、散文家、美术教育家、音乐教育家、漫画家、翻译家
- 潘天寿：画家、教育家，苏联艺术科学院名誉院士，曾任中国美术家协会副主席、浙江美术学院院长
- 曹聚仁：作家、学者、记者
- 柔石：作家、革命家，左联五烈士之一
- 冯雪峰：诗人、文艺理论家，原中国作协副主席、党组书记
- 张抗抗：作家，中国作家协会副主席、国务院参事

## 友好学校
- 日本北陆高等学校
- 美国多佛·舒伯尔公立中学（英语：Dover-Sherborn High School）
- 澳大利亚西澳洲洛斯莫恩高级中学
- 重庆涪陵实验中学

## 外部連結
- 杭州高级中学 （页面存档备份，存于）